# Sophie Mathiou
Sophie Mathiou (* 5. Februar 2002 in Aosta) ist eine italienische Skirennläuferin.

## Karriere
Mathiou gab ihr internationales Renndebüt am 12. November 2018 bei einem FIS-Riesenslalom in Sulden. Ihr erstes internationales Großereignis bestritt sie wenige Monate später beim Europäischen Olympischen Winter-Jugendfestival in Sarajevo. Dort belegte sie als beste Platzierungen Rang 5 mit der Mannschaft sowie Rang 11 im Slalom. Zum Abschluss des Winters wurde sie italienische Juniorenmeisterin im Slalom.
Bei den Olympischen Jugend-Winterspielen 2020 in Lausanne verpasste sie als 5. in der Alpinen Kombination nur knapp eine Medaille, auf Bronze fehlten ihr nur 23 Hundertstel.
Den bisher größten Erfolg ihrer Karriere feierte sie 2021 bei den Juniorenweltmeisterschaften in Bansko mit dem Gewinn der Goldmedaille im Slalom. Es war dies die erste Goldmedaille für eine italienische Skirennläuferin seit Laura Pirovano 2017 im Riesenslalom gewann.
Aufgrund dieses Sieges durfte Mathiou beim Weltcupfinale in Lenzerheide ihr Weltcupdebüt geben, wobei sei auf Grund der Regularien trotz eines 20. Platzes keine Weltcuppunkte gewann. Mit der Mannschaft belegte sie den 8. Platz, wobei sie ihren einzigen Lauf gegen die Deutsche Lena Dürr für sich entscheiden konnte.
Im darauffolgenden Winter startete sie vermehrt im Weltcup, konnte sich dabei jedoch nie für den zweiten Lauf qualifizieren. Im Dezember 2022 zog sie sich zudem bei einem Sturz eine Kreuzband- sowie Meniskusriss zu, woraufhin sie für fast ein Jahr ausfiel.

## Privates
Ihre Mutter Sonia Viérin sowie ihre Großmutter Roselda Joux waren ebenfalls als Skirennläuferin aktiv.

## Erfolge

### Weltcup
- Zwei Platzierung unter den besten 20, davon eine in einem Mannschaftswettbewerb

### Juniorenweltmeisterschaften
- Bansko 2021: 1. Slalom, 10. Riesenslalom, 13. Super-G
- Panorama 2022: 25. Slalom, 30. Alpine Kombination, 32. Riesenslalom, 41. Super-G

### Europacup
- Eine Platzierung unter den besten 10

### Olympische Jugend-Winterspiele
- Lausanne 2020: 5. Alpine Kombination, 9. Riesenslalom, 12. Super-G, 13. Mannschaft, DNF Slalom

### Europäisches Olympisches Winter-Jugendfestival
- Sarajevo 2019: 11. Slalom, DNF Riesenslalom

### Weitere Erfolge
- 5 Siege bei FIS-Rennen
- Italienische Juniorenmeisterin im Slalom (2019)